# J0526-1808
J0526-1808, de sa désignation complète J052643.20-180813.5, et également nommée GALEX 2739219966945398007, est un blazar de très haute énergie lumineux en ultraviolet située dans la constellation du Lièvre. J0526-1808 a été découvert par David Atlee et Andrew Gould en juillet 2007 à l'aide du télescope spatial ultraviolet GALEX. Basée sur le décalage vers le rouge enregistré par le Fermi-LAT (mesuré à z = 0.331 ± 0.008), J0526-1909 se situe à ~4,55 milliards d'a.l. (~1,33 milliard de pc) de la Terre.

## Énergie
J0526-1808 est un blazar de très haute énergie dont l'énergie gamma est mesurée à 100 GeV moyen et à plus d'1 TeV pour les pics d'énergies les plus élevés, ainsi qu'une émission radio élevée de 1018 Hz. Le blazar subit des pics d'énergies irréguliers, sûrement causés par une grande absorption de matière par le trou noir central, créant deux jets de matière dégageant des photons et électrons de très hautes énergies. Certaines fois, les jets du blazar peuvent s'orienter vers la Terre, créant un flux de particules élémentaires très énergétiques dirigées vers la Terre, les particules ont d'ailleurs été détectées par le Fermi-LAT.